# Charles Joseph Bonaparte
Charles Joseph Bonaparte (Baltimore (Maryland), 9 juni 1851 - aldaar, 28 juni 1921) was een Amerikaans politicus en de oprichter van de FBI. Hij was een kleinzoon van Jérôme Bonaparte, broer van Napoleon Bonaparte. Zijn ouders waren Jérôme Napoleon Bonaparte (1805-1870) en Susan May Williams (1812-1881).
Charles bezocht de Harvard-universiteit en de Harvard Law School en werd daarna advocaat in Baltimore. Later werd hij een prominente figuur in gemeentelijke en landelijke hervormingsbewegingen. Hij was van 1902 tot 1904 lid van de Board of Indian Commissioners, in 1904 voorzitter van de National Civil Service Reform League en vertrouweling van de Catholic University of America. In 1905 benoemde president Theodore Roosevelt hem in tot minister voor de Zeestrijdkrachten. Van 1906 tot het eind van Roosevelts ambtstermijn in 1909 was hij advocaat-generaal. Hij was een van de hoofdverantwoordelijken voor het beëindigen van het tabaksmonopolie. In 1908 richtte hij het Bureau of Investigation (BOI) op, dat later de FBI werd.
Charles Joseph Bonaparte stierf op zeventigjarige leeftijd. Hij was sinds 1 september 1875 getrouwd met Ellen Channing maar liet geen kinderen na.
- Gemeinsame Normdatei: 136611028
- International Standard Name Identifier: 0000 0000 5554 7223
- Library of Congress Control Number: n86114029
- National Archives and Records Administration: 10570647
- Nationale Bibliotheek van Tsjechië: av2014843155
- Nationale Bibliotheek van Israël: 987007271428105171
- Nederlandse Thesaurus van Auteursnamen: 157135330
- SNAC: w64q7smj
- Système universitaire de documentation: 194639843
- Virtual International Authority File: 1495701
- WorldCat: E39PBJcBVHfjVVV9BbfH3vx4bd

1. ↑  https://laetare.nd.edu/recipients/#info1903.